# جام قهرمانان کونکاکاف ۱۹۷۷
جام قهرمانان کونکاکاف ۱۹۷۷ سیزدهمین دوره مسابقات بین‌المللی فوتبال باشگاهی سالانه جام قهرمانان کونکاکاف بود که در منطقه کونکاکاف (آمریکای شمالی، آمریکای مرکزی و دریای کارائیب) برگزار شد. این مسابقات از ۱۷ آوریل ۱۹۷۷ تا ۱۸ فوریه ۱۹۷۸ برگزار شد.
تیم‌ها به ۳ منطقه (آمریکای شمالی، آمریکای مرکزی و کارائیب) تقسیم شدند، که هر کدام تیم برنده را برای شرکت در مسابقات نهایی فرستادند؛ جایی که برنده مناطق شمالی و مرکزی یک بازی پلی آف انجام دادند تا مشخص شود چه تیمی به مصاف برنده کارائیب در فینال می‌رود. مسابقات تحت سیستم رفت و برگشت انجام شد.
تیم مکزیکی آمریکا موفق شد تیم سورینامی رابین‌هود را شکست داده و برای اولین بار قهرمان قاره شود.

## منطقه آمریکای شمالی
| تیم ۱  | نتیجه نهایی | تیم ۲                  | بازی رفت | بازی برگشت |
| ------ | ----------- | ---------------------- | -------- | ---------- |
| آمریکا | w/o         | نیویورک اینتر-گیولیانا |          |            |

- نیویورک اینتر-گیولیانا انصراف داد.

## منطقه آمریکای مرکزی

### مرحله اول
| تیم ۱    | نتیجه نهایی | تیم ۲        | بازی رفت | بازی برگشت |
| -------- | ----------- | ------------ | -------- | ---------- |
| آگویلا   | ۱ - ۳       | مونیسیپال    | ۰ - ۲    | ۱ - ۱      |
| دیریانگن | w/o         | باریو مکزیکو |          |            |
| ساپریسا  | w/o         | رئال اسپانیا | {{{6}}}  | {{{7}}}    |
| موتاگوا  | w/o         | آلیانسا      | {{{6}}}  | {{{7}}}    |

- باریو مکزیکو نتوانست به موقع برای بازی رفت حاضر شود و کونکاکاف آنها را از مسابقات کنار گذاشت.
- رئال اسپانیا انصراف داد.
- آلیانسا انصراف داد.

### مرحله دوم
| تیم ۱     | نتیجه نهایی | تیم ۲    | بازی رفت | بازی برگشت |
| --------- | ----------- | -------- | -------- | ---------- |
| مونیسیپال | ۱۶ - ۲      | دیریانگن | ۱۳ - ۱   | ۳ - ۱      |
| ساپریسا   | w/o         | موتاگوا  | {{{6}}}  | {{{7}}}    |

- موتاگوا انصراف داد.

### مرحله سوم
| تیم ۱     | نتیجه نهایی | تیم ۲   | بازی رفت | بازی برگشت |
| --------- | ----------- | ------- | -------- | ---------- |
| مونیسیپال | ۱ - ۳       | ساپریسا | ۱ - ۲    | ۰ - ۱      |

## منطقه کارائیب

### مرحله اول
| تیم ۱      | نتیجه نهایی | تیم ۲     | بازی رفت | بازی برگشت |
| ---------- | ----------- | --------- | -------- | ---------- |
| دیفنس فورس | ۰ - ۴       | ویولیت    | ۰ - ۲    | ۰ - ۲      |
| پله        | ۳ - ۴       | وروارتس   | ۲ - ۰    | ۱ - ۴      |
| رابین‌هود   | ۶ - ۰       | وای‌ام‌سی‌ای | ۵ - ۰    | ۱ - ۰      |
| تکسا       | w/o         | ویکتوری   |          |            |

- ویکتوری انصراف داد.

### مرحله دوم
| تیم ۱  | نتیجه نهایی | تیم ۲    | بازی رفت | بازی برگشت |
| ------ | ----------- | -------- | -------- | ---------- |
| ویولیت | ۰ - ۱       | رابین‌هود | ۰ - ۰    | ۰ - ۱      |

### مرحله سوم
| تیم ۱   | نتیجه نهایی | تیم ۲    | بازی رفت | بازی برگشت |
| ------- | ----------- | -------- | -------- | ---------- |
| وروارتس | ۰ - ۲       | رابین‌هود | ۰ - ۱    | ۰ - ۱      |

### مرحله چهارم
| تیم ۱ | نتیجه نهایی | تیم ۲    | بازی رفت | بازی برگشت |
| ----- | ----------- | -------- | -------- | ---------- |
| تکسا  | ۲ - ۴       | رابین‌هود | ۱ - ۱    | ۱ - ۳      |

## نیمه نهایی
| تیم ۱  | نتیجه نهایی | تیم ۲   | بازی رفت | بازی برگشت |
| ------ | ----------- | ------- | -------- | ---------- |
| آمریکا | w/o         | ساپریسا |          |            |

- ساپریسا انصراف داد.

## فینال
| رابین‌هود | ۰–۱ | آمریکا |
| -------- | --- | ------ |
|          |     |        |

| رابین‌هود | ۱–۱ | آمریکا |
| -------- | --- | ------ |
|          |     |        |